# Ochna jabotapita
Ochna jabotapita är en tvåhjärtbladig växtart som beskrevs av Carl von Linné. Ochna jabotapita ingår i släktet Ochna och familjen Ochnaceae. Inga underarter finns listade i Catalogue of Life.